# Autocar Construction Company
Autocar Construction Company Ltd. war ein britischer Hersteller von Automobilen.

## Unternehmensgeschichte
Das Unternehmen aus Manchester übernahm 1902 von Accles-Turrell Autocars die Produktionsrechte und begann mit der Fertigung von Automobilen. Die Markennamen lauteten Autocar und Hermes. 1903 endete die Produktion. Es bestand keine Verbindung zur amerikanischen Marke Autocar.

## Fahrzeuge

### Markenname Hermes
Der 10/15 HP entsprach dem gleichnamigen Modell von Accles-Turrell. Er erschien 1902. Ein Zweizylindermotor war unter den vorderen Sitzen montiert. Die Tonneaukarosserie bot Platz für vier Personen. Laut einer anderen Quelle leistete der Motor 25 PS. Es wird auch ein Modell mit Vierzylindermotor genannt.

### Markenname Autocar
Unter diesem Markennamen wurde nur ein Modell vermarktet. Der Motor leistete 20 PS.